# Episodi di Laverne & Shirley (ottava stagione)
L'ottava stagione della sit-com Laverne & Shirley  è stata trasmessa negli Stati Uniti dal 28 settembre 1982. In Italia questa stagione è trasmessa in prima visione su Canale 5.
| nº | Titolo originale               | Titolo italiano | Prima TV USA      | Prima TV Italia |
| -- | ------------------------------ | --------------- | ----------------- | --------------- |
| 1  | The Mummy's Bride              |                 | 28 settembre 1982 |                 |
| 2  | Window on Main Street          |                 | 12 ottobre 1982   |                 |
| 3  | The Note                       |                 | 19 ottobre 1982   |                 |
| 4  | Lost in Spacesuits             |                 | 26 ottobre 1982   |                 |
| 5  | The Playboy Show               |                 | 9 novembre 1982   |                 |
| 6  | Death Row (Part 1)             |                 | 16 novembre 1982  |                 |
| 7  | Death Row (Part 2)             |                 | 23 novembre 1982  |                 |
| 8  | Jinxed                         |                 | 30 novembre 1982  |                 |
| 9  | Of Mice and Men                |                 | 7 dicembre 1982   |                 |
| 10 | The Gymnast                    |                 | 14 dicembre 1982  |                 |
| 11 | The Monastery Show             |                 | 4 gennaio 1983    |                 |
| 12 | Defective Ballet               |                 | 11 gennaio 1983   |                 |
| 13 | The Baby Show                  |                 | 18 gennaio 1983   |                 |
| 14 | Rock & Roll Show               |                 | 25 gennaio 1983   |                 |
| 15 | The Fashion Show               |                 | 1º febbraio 1983  |                 |
| 16 | Short on Time                  |                 | 8 febbraio 1983   |                 |
| 17 | Ghost Story                    |                 | 15 febbraio 1983  |                 |
| 18 | Please Don't Feed the Buzzards |                 | 22 febbraio 1983  |                 |
| 19 | How's Your Sister?             |                 | 1º marzo 1983     |                 |
| 20 | Do the Carmine                 |                 | 15 marzo 1983     |                 |
| 21 | Councilman DeFazio             |                 | 3 maggio 1983     |                 |
| 22 | Here Today, Hair Tomorrow      |                 | 10 maggio 1983    |                 |